# 静岡県立美術館
静岡県立美術館（しずおかけんりつびじゅつかん、Shizuoka Prefectural Museum of Art）は、静岡県静岡市駿河区谷田にある静岡県立の美術館。

## 概要
静岡市駿河区と清水区が接する日本平北側山麓の静岡県文化センター（約120,000㎡）内にある。静岡鉄道県立美術館前駅から向かうと、第1、第2駐車場から美術館正門までの約300ｍの緑に包まれた彫刻プロムナード（作品14点）がある。丘の上からは静岡市街、富士山、南アルプスの眺望を楽しめる。

## 特色
17世紀以降の東西の山水・風景画、静岡県ゆかりの作家・作品、富士山の絵画、ロダンと近代彫刻などをコレクションの柱としている。具体的には狩野派を中心とした江戸絵画や曾宮一念など静岡県ゆかりの作家・作品、また富士山や東海道などの静岡県地域を題材にした日本画や浮世絵も多く含まれる。
ロダンの作品を中心に展示しているロダン館は1994年（平成6年）3月23日に開館した。自然光を生かした長円形のドーム状の構造になっており、各作品が好ましい状況で観覧できる。ロダンの代表作「地獄の門」「考える人」「カレーの市民」等32点は、屋内展示であるため製作当時の姿をそのまま伝えている。この作品を正面から観賞できるように館内が階段状のスキップフロアーの構造となっている。
常設展の他、特別展示では芸術作品のみならず古代遺跡の出土品等、芸術に留まらない幅の広い展示を行っている。また｢実技室｣ではワークショップの開催や美術製作の体験が出来るなど、芸術を身近に体験できる施設が整っている。
なお、開館当初から美術研究者が館長職につくなど、学芸活動の根幹をなす研究活動にも力を入れてきた。（歴代館長：初代館長鈴木敬、2代目館長吉岡健二郎、3代目館長下山肇、4代目館長宮治昭、5代目館長芳賀徹）。他方、美術館の外部評価のシステムをいち早く取り入れた館としても知られる。

## 沿革

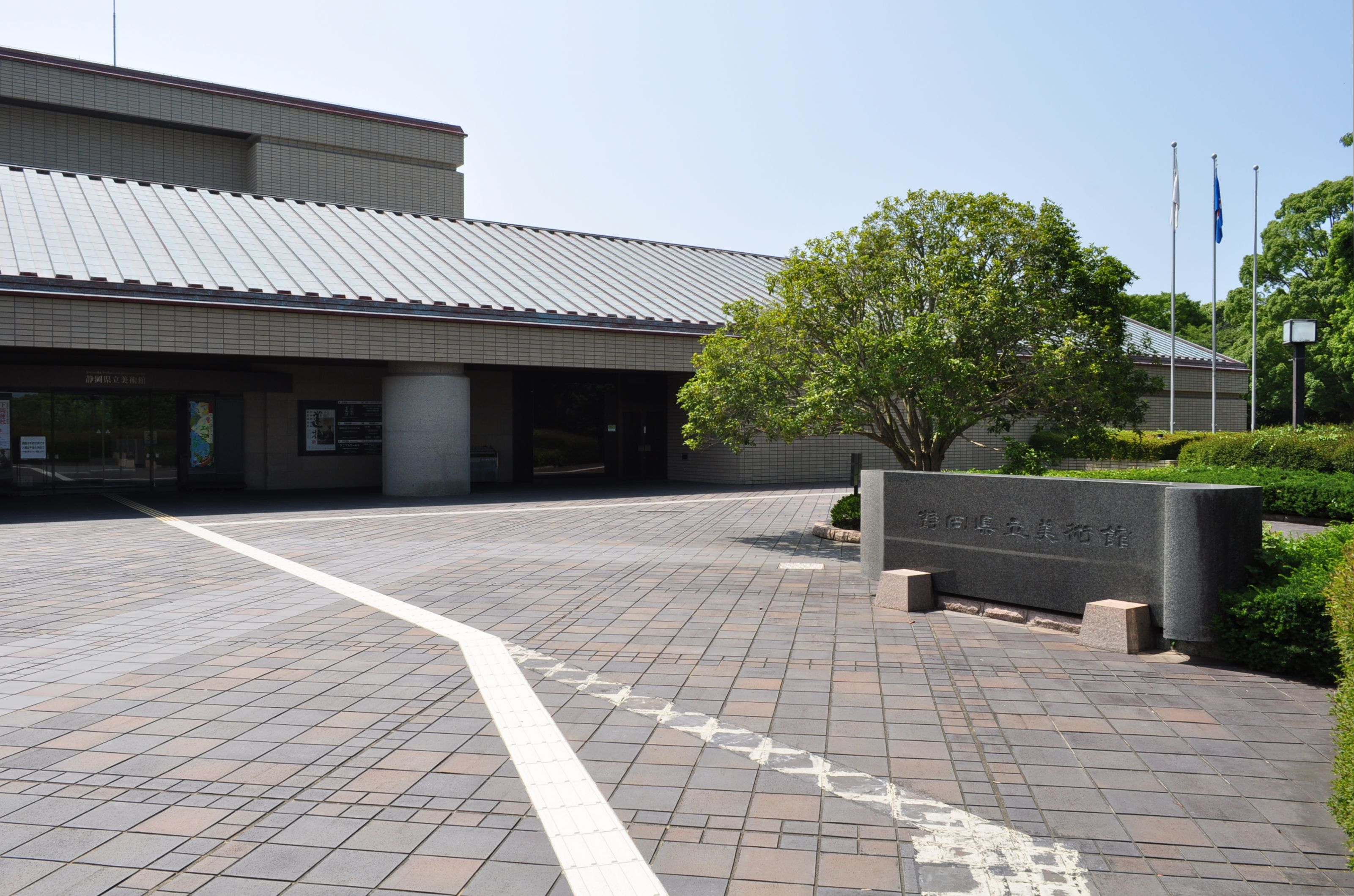
本館正面（左）と館名碑（右）（2014年6月撮影）

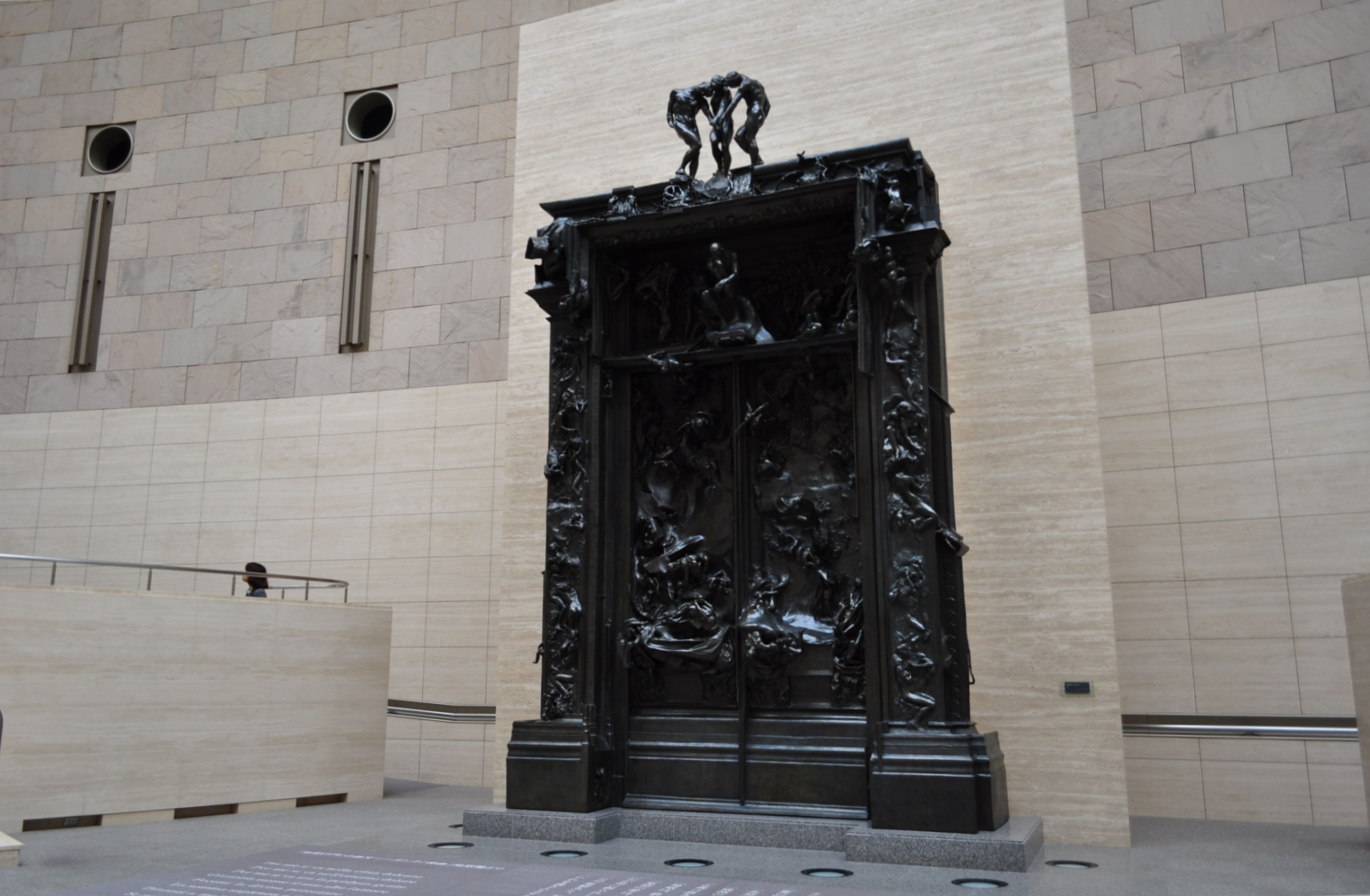
ロダン館の「地獄の門」（2014年7月撮影）

- 1979年（昭和54年）県議会100年記念事業調査特別委員会において、美術館建設が記念事業の一環として決定された。
- 1980年（昭和55年）4月1日、静岡県教育委員会事務局に美術館建設準備室を設置した。
- 1984年（昭和59年）4月18日、静岡県立美術館の建設工事を着工した。工期は1984年（昭和59年）3月～1985年（昭和60年）8月。
- 1986年（昭和61年）
  - 1月1日、初代館長に鈴木敬が任命された。
  - 4月18日、静岡県立美術館が開館した。17世紀以降の内外の山水・風景画、静岡県ゆかりの作家、作品を中心に収集・展示。「開かれた美術館」を目指し、収蔵品展や特別展はもとより、講演会、講座、シンポジウム、コンサートなどを開催する。
- 1990年（平成2年）、アプローチ道が「県立美術館への道」で、平成2年度手づくり郷土賞（ふるさとの坂道）受賞。
- 1991年（平成3年）4月1日、美術館の所管が教育委員会文化課と知事部局の環境・文化部生活文化課の共管となる。
- 1992年（平成4年）4月17日、ロダン館の建設工事を着工した。工期は1992年（平成4年）3月～1993年（平成5年）11月。
- 1994年（平成6年） 
  - 1月1日、2代目館長に吉岡健二郎が任命された。
  - 3月23日、ロダン館が開館した。静岡県立美術館の新館としてオープンした。ロダンフロアの面積は1,461㎡あり「地獄の門」をはじめとするロダンの彫刻を鑑賞することができる。
- 2001年（平成13年）館内にワーキンググループを設け、佐々木淳（北海道大学大学院教授）の助言のもと、ベンチマークス（評価指標）の策定に取組み、それに基づく利用者の満足度調査を行った。
- 2002年（平成14年）ベンチマークス（評価指標）の改定作業をしながら、利用者アンケート調査等を行い、諸業務における現状値を測定、それに伴う業務改善に向けた取組みを行った。
- 2003年（平成15年）「静岡県立美術館評価委員会」が設置され、2年間にわたる美術館・県庁との共同作業を開始した。
- 2005年（平成17年）
  - 3月、「提言：評価と経営の確立に向けて」という最終報告が出された。
  - 4月、ミュージアム・ナビ（使命：戦略計画の達成度を指標で測定し、改善を行うツール）の運用を始めた。
  - 6月1日、3代目館長に下山肇が任命された。
- 2006年（平成18年） 
  - 4月1日、4代目館長に宮治昭が任命された。
  - 平成17年度の活動に関する自己評価をとりまとめ、第三者評価委員会の総括を受けるシステムが稼動し始めた。
- 2008年（平成20年）8月1日、カフェ「ロダン」が新設された。客席数39席、日本平ホテルが運営している。
- 2009年（平成21年）11月9日、リニューアル工事を着工した。工期は2009年（平成21年）11月9日～2010年（平成22年）3月31日。
- 2010年（平成22年）4月1日、5代目館長に芳賀徹が任命された。同日、リニューアル工事が完了しオープンした。
- 2017年（平成29年）4月1日、6代目館長に木下直之が任命された。

## 建築概要
本館

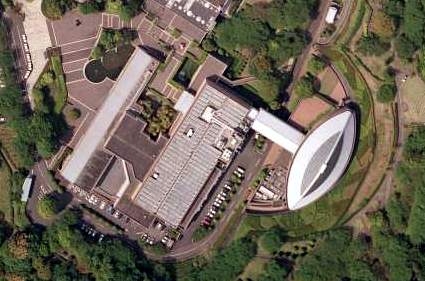
静岡県立美術館の航空写真（2009年5月撮影）

- 敷地面積 県文化センター内（約120,000㎡）
- 建築面積 6,624.07㎡
- 延床面積 9,238.51㎡
- 構造・規模 鉄骨鉄筋コンクリート造、地上2階建
- 建築主 静岡県
- 設計・監理 静岡県都市住宅部営繕課、設計共同企業体静岡設計連合
- 施工 住友建設（株）静岡支店
- 工期　1984年（昭和59年）3月～1985年（昭和60年）8月

ロダン館
- 敷地面積 県文化センター内（約120,000㎡）
- 建築面積 2,391.25㎡
- 延床面積 3,024.36㎡
- 構造・規模 鉄筋コンクリート造、一部鉄骨造、地上2階建
- 建築主 静岡県
- 設計・監理 静岡県都市住宅部営繕課、（株）日総建静岡事務所
- 施工 大成建設（株）静岡事務所
- 工期　1992年（平成4年）3月～1993年（平成5年）11月

## 収蔵作品数
購入作品数
- 日本画131点、油彩画126点、水彩画32点、素描12点、版画1,021点、書7点、彫刻75点、工芸1点、写真46点、その他20点、合計1,471点

寄贈作品数
- 日本画221点、油彩画132点、水彩画20点、素描93点、版画344点、書340点、彫刻14点、工芸8点、写真18点、その他72点、合計1,262点

（収蔵作品数は2020年（令和2年）度末現在）

## 主な収蔵作品
近世絵画

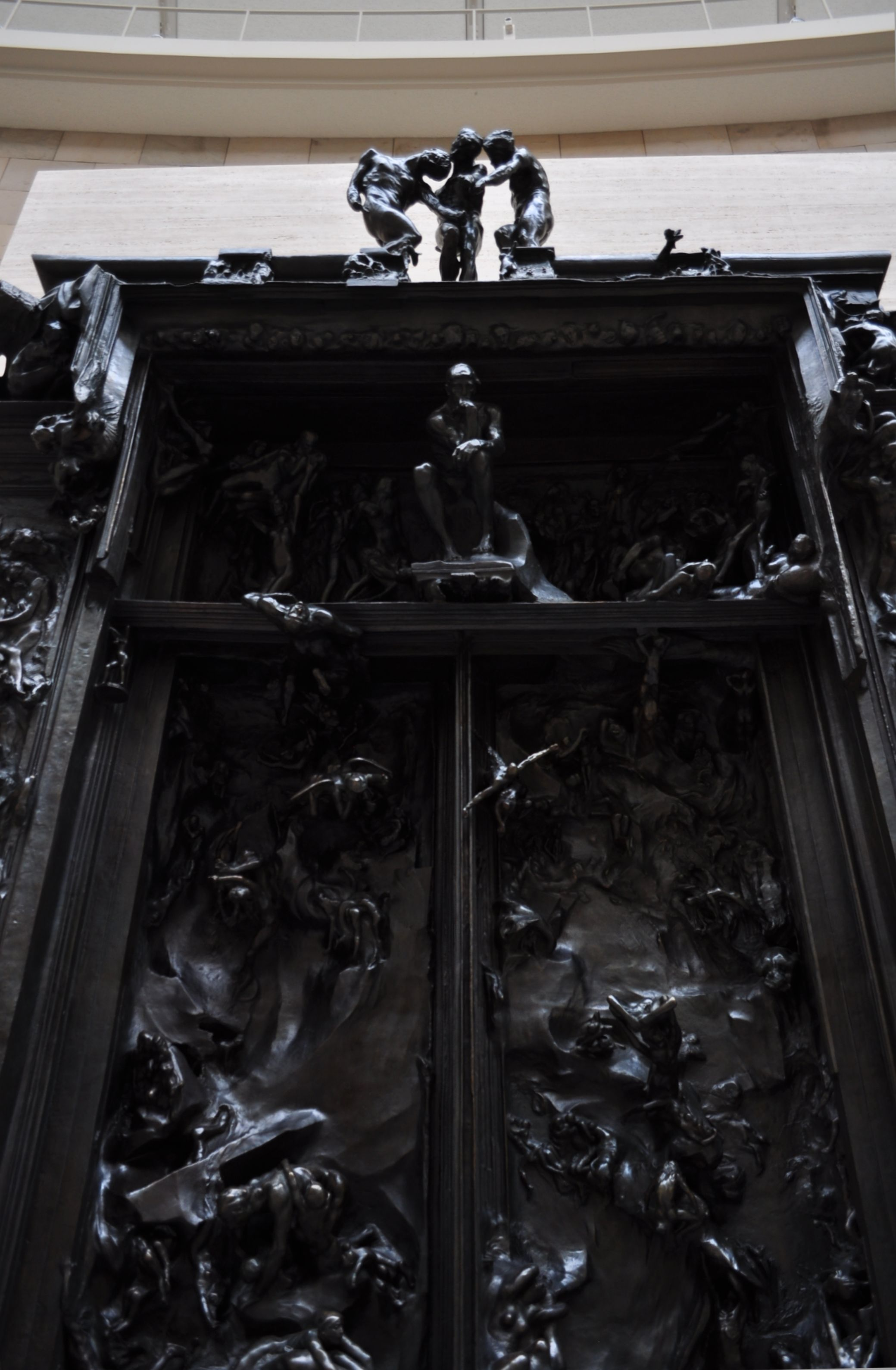
ロダン館の「地獄の門」（2014年7月撮影）

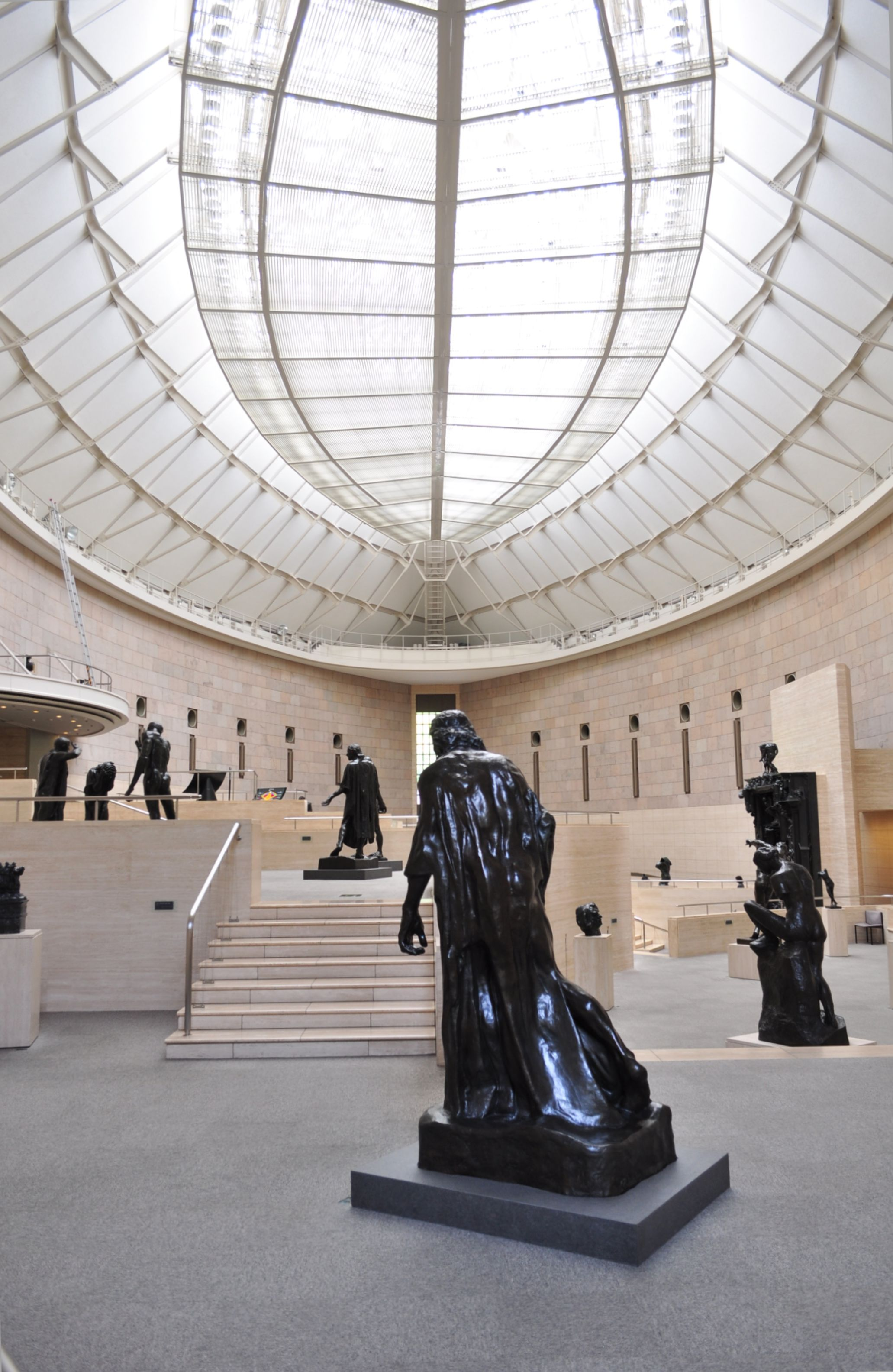
ロダン館の「カレーの市民」（2014年7月撮影）

- 『富士山図』 狩野探幽筆、1667年（寛文7年）、紙本墨画淡彩、掛幅装
- 『富士山図屏風』 谷文晁筆、1835年（天保6年）、紙本墨画群青引、六曲屏風一隻
- 『龍山勝会・蘭亭曲水図』（重要文化財） 池大雅筆、1763年（宝暦13年）、紙本着色、六曲屏風一双
- 『樹花鳥獣図』 伊藤若冲筆、18世紀後半（江戸後期）、紙本着色、六曲屏風一双

近代日本画
- 『宇津の山路』 今村紫紅筆、1912年（明治45年）、絹本着色

洋画
- 『笛を吹く人物のいる牧歌的風景』 クロード・ロラン作、1630年代後半、キャンヴァス、油彩
- 『小屋と木立のある田舎道』 ヤーコプ・ファン・ロイスダール作、1670年代、キャンヴァス、油彩
- 『風景』 徳川慶喜作、1867年-77年（明治初期）頃、紙、油彩
- 『ルーアンのセーヌ川』 クロード・モネ作、1872年、キャンヴァス、油彩
- 『家畜番の少女』 ポール・ゴーギャン作、1889年、キャンヴァス、油彩
- 『巨岩海浜図』 川村清雄作、1912年-26年（大正期）頃、板、油彩
- 『ラ・クロッシュ』 佐伯祐三作、1927年（昭和2年）、キャンヴァス、油彩
- 『種子静物』 曽宮一念作、1934年（昭和9年）、キャンヴァス、油彩

彫刻
- 『考える人』 オーギュスト・ロダン作、1902年
- 『地獄の門』 オーギュスト・ロダン作
- 『フギット・アモール』 オーギュスト・ロダン作
- 『オヴィリ』 ポール・ゴーギャン作

その他
- 山背国愛宕郡天平四年計帳残巻（重要文化財）
- 写経奉請状（天平勝宝四年四月）（重要文化財）
- 後嵯峨上皇幸西園寺詠翫花和歌并序（唐紙）（金沢文庫本）（重要文化財）

## 他館との連携による企画展
- 2001年（平成13年）
  - 4月28日～6月10日、静岡県立美術館15周年記念・静岡新聞60年・SBS50年「ロダンと日本」展。フランス国立ロダン美術館の協力を得、当館および愛知県美術館のスタッフ、および他館の浮世絵専門家による学術協力によって開催された。
  - 12月18日～2002年（平成14年）1月24日、「国立カイロ博物館所蔵ー古代エジプト文明展」。国立カイロ博物館の所蔵品75点により、古代エジプト文明の栄光を紹介する展覧会である。
- 2002年（平成14年）
  - 4月17日～5月30日、遥かなるイスタンブール「大トルコ展ー文明と美術」サドベルク・ハヌム美術館所蔵。古代アナトリアからギリシャ、ローマ文明を経てセルジュク朝、イスラム文明へと続く7000年におよぶトルコの文明と美術を紹介。
  - 6月8日～7月14日、開山夢窓国師650年「大本山相国寺・金閣・銀閣秘宝展」。歴史をもつ相国寺と金閣寺、銀閣寺に伝わる寺宝から、国宝1件、重要文化財18件、重要美術品3件をふくむ優品94点を公開した。
  - 10月27日～12月8日、ケルン市立ヴァルラフ・リヒャルツ美術館、コルブー財団所蔵「印象派のあゆみ」展。ドイツのケルン市立ヴァルラフ・リヒャルツ美術館コルブー財団所蔵品から、印象派前後の作品を選び、出品した。
- 2003年（平成15年） 5月27日～7月10日、「神秘の王朝マヤ文明展」。科学的検証と考古学的成果に基づく最新のマヤ文明の全体像を披露するものである。
- 2004年（平成16年） 
  - 1月2日～2月15日、「ローマ散策PartII ピラネージのみた夢」展。ピラネージの全画業を包括的に紹介しようとするものではなく、彼が終生抱き続け、描き続けた「ローマというイメージ」を抽出しようという試みであった。
  - 4月24日～5月30日、「よみがえる中国歴代王朝展」至宝が語る歴史ロマン、殻から宗まで。全国各地を巡回する展覧会で、当館が立ちあがり館となった。
  - 6月22日～8月15日、印象派への道「イタリアの光景1780－1850」展。18世紀後半から19世紀中頃、言い換えれば新古典主義からロマン主義を経て印象派へと向かうヨーロッパで、急激に広まったこの美術現象に着目し、その全体像を主要作家によって紹介するものだった。
- 2005年（平成17年）
  - 4月19日～5月29日、「美術の20世紀ー豊かなる表現の時代」展。当館と滋賀県立近代美術館が所蔵する20世紀美術の作品によって構成された。
  - 7月26日～9月4日、「アルタイの至宝展」。日本ではほとんど紹介されたことのなかったアルタイ美術の魅力を紹介するもので、全国4会場を巡回する特別展である。
  - 9月30日～11月6日、「文人の夢・田能村竹田の世界」展。静岡・大分両館の所蔵品交換展の試みであり、このあと当館コレクションによる「近代絵画の水脈ー狩野派から若冲、大雅へ」展が大分市美術館で開催された。
- 2006年（平成18年） 
  - 9月12日～10月30日、「世界遺産ナスカ展ー地上絵の創造者たち」展。国立科学博物館人類研究部とペルー国立考古学人類学歴史学博物館とが共同、1300年前の子どものミイラを分析した結果を紹介した。さらに、世界初の試みとして、最新のバーチャル・リアリティ技術で再現した「ナスカの地上絵」のCG映像を大型のスクリーンで上映した。
  - 11月7日～12月17日、「森鷗外と美術、明治、大正時代を支えた友情と栄光の物語」展。島根県立石見美術館、和歌山県立近代美術館、静岡県立美術館の共同研究、共同企画により、森鴎外研究と日本近代美術史研究との双方に新たな視点を提供しようとするものである。
- 2007年（平成19年） 
  - 2月4日～3月12日、「ロダンー創造の秘密」展。フランス国立ロダン美術館の全面的な協力のもとに、これまで日本でまとまって出品されることのなかった石膏作品60点のほか、ロダン芸術の象徴とも言うべきブロンズや大理石の作品に、ロダン自らの創作に着想を得るために収集した古代ローマの美術品などを加えた、彫刻147点で構成された。
  - 12月28日～2008年（平成20年）3月20日、「ガンダーラ美術とバーミヤン遺跡展」日本国内のガンダーラ至宝を初めて集大成し、バーミヤン遺跡の謎に迫る。静岡県立美術館、福岡アジア美術館、福井市美術館の共同研究、共同企画展である。
- 2009年（平成21年） 4月11日～5月15日、「よみがえる黄金文明展、ブルガリアに眠る古代トラキアの秘宝」。古代史に新たに登場してきたトラキア王国の文明を、ソフィア考古学博物館をはじめブルガリア国立博物館群のコレクションで紹介したものである。
- 2010年（平成22年） 
  - 4月10日～5月16日、「伊藤若冲ーアナザーワールド展」。静岡県立美術館、千葉市美術館と共同企画により、若冲の知られざる水彩画の魅力を紹介したものである。
  - 9月18日～11月7日、「ロボットと美術、機械×身体のビジュアルイメージ」展。青森県立美術館、島根県立石見美術館と共同企画により、美術と科学技術における人体表現を考察する新機軸を打ち立てることができた。
- 2011年（平成23年） 
  - 7月19日～9月8日、「芸術の花開く都市展」。石橋財団ブリヂストン美術館から作品を一部借用して、当館のコレクションを活用し、都市と風景画との関連性を探った。
  - 10月22日～12月4日、「京都千年の美の系譜ー祈りと風景」展。京都国立博物館の平常展示館および収蔵庫の建替えという特殊事情を背景として実現した展覧会で、日本・東洋美術の精髄を静岡において鑑賞できる格好の機会となった。
- 2012年（平成24年） 8月9日～9月30日、「ユベール・ロベール」展。国立西洋美術館と連携し、フランス・ヴァランス美術館のコレクションを活用して、日本初の回顧展を開催した。
- 2013年（平成25年）
  - 2月9日～3月27日、「維新の洋画家、川村清雄」展。東京都江戸東京博物館との共同企画。同館に収蔵された川村家資料と日本各地の美術館が所蔵する清雄作品を中心に、川村清雄の生涯と画業をたどる展覧会である。
  - 7月13日～8月25日、「夏目漱石の美術世界」展。東京芸術大学大学美術館および広島県立美術館との共同企画巡回店。漱石は漢詩の優れた素養を背景に多くの南画山水を描いている。これら漱石自筆の絵画から、漱石が描いた理想の境地に迫った。本展は、美術館連絡協議会から「2013年美連協奨励賞」を受けた。

## 利用情報
- 開館時間/火曜～日曜日/午前10時～午後5時30分（入館は午後5時まで）。
- 夜間開館/8月の土曜日/午後8時まで（入館は午後7時30分まで）。
- 休館日/毎週月曜日（月曜日が祝日・振替休日の場合は開館し、翌日休館）、年末年始、その他展示替等のための休館日（美術館の休館日を参照）。
- 収蔵品展観覧料/観覧料一般300円（団体200円）、大学生以下・70歳以上の方は無料。
- 施設利用料/県民ギャラリー（午前10時～午後5時30分）・入場料を徴収する場合・県民ギャラリーA 17,050円、県民ギャラリーB 12,850円、入場料を徴収しない場合・県民ギャラリーA 11,350円、県民ギャラリーB 8,550円。講堂・午前（午前10時～午後0時30分）7,650円、午後（午後1時～午後5時30分）13,800円、全日（午前10時～午後5時30分）21,450円。

## 交通アクセス
- JR東海道新幹線静岡駅南口から、タクシー約20分、北口から、静鉄バス約30分
- JR東海道本線草薙駅から、タクシー約5分、静鉄バス約6分、徒歩約25分
- 静岡鉄道県立美術館前駅から、静鉄バス約3分、徒歩約15分

## 関連文献
- 静岡県立美術館編『Dot/net・「きらめく光-日本とヨーロッパの点表現」展、インスタレーション・教育普及事業記録集2003』静岡県立美術館、2003年（平成15年）3月。
- 上山信一著『地域再生とミュージアムの潜在力（5）「やらされる評価」から「自らやる評価」へ-金沢21世紀美術館と静岡県立美術館』地方行政、時事通信社、2003年（平成15年）8月。
- 新田建史著『景観図・平面図・眺望図-ピラネージの作画態度について』静岡県立美術館、2003年（平成15年）度。
- 村上敬著『清水登之（セーヌ河畔）について』静岡県立美術館、2003年（平成15年）度。
- 静岡県県立美術館編『富士山の絵画・収蔵品図録』静岡県立美術館、2004年（平成26年）2月。
- 静岡県立美術館編『Circles/lines・「田中敦子」展、普及プログラム記録集』静岡県立美術館、2003年（平成15年）。
- オーギスト・ロダン（作）、静岡県立美術館編『オーギュスト・ロダン・静岡県立美術館ロダン・コレクション・カタログ』静岡県立美術館、2003年（平成15年）。
- 静岡県立美術館編『富士山の絵画・収蔵品図録』静岡県立美術館、2004年（平成16年）2月。
- 静岡県立美術館編『静岡new art「わたしの居場所」展』静岡県立美術館、2004年（平成16年）3月。
- 佐々木亨著『ミュージアム評価に関する2つの誤解-静岡県立美術館の事例から』公共建築/公共建築協会、特集・公共建築と評価の視点、2004年（平成16年）7月。
- ガバナンス/ぎょんうせい編『公共施設の再生・活性化策を探る（3）「ミュージアム評価」で問われる文化施設のガバナンス（1）静岡県立美術館』ぎょうせい、2004年（平成16年）7月。
- ガバナンス/ぎょうせい編『公共施設の再生・活性化策を探る（4）「ミュージアム評価」で問われる文化施設のガバナンス（2）静岡県立美術館』ぎょうせい、2004年（平成16年）8月。
- 『「彫刻」と「工芸」・近代日本の技と美』静岡県立美術館、2004年（平成16年）8月。
- ガバナンス/ぎょうせい編『公共施設の再生・活性化策を探る（5）「ミュージアム評価」で問われる文化施設のガバナンス（3）静岡県立美術館』ぎょうせい、2004年（平成16年）9月。
- ピラネージ（画）、静岡県立美術館、サイズ編『ローマ散策展・part2・ピラネージのみた夢』静岡県立美術館、2004年（平成16年）。
- 新田建史著『事例報告・静岡県立美術館』公開シンポジウム、大学と博物館を結ぶ（5）学芸員、苦労を語る、2004年（平成16年）。
- 山下善也著『模写された狩野探幽の絵画-当館蔵探幽に関連する東京芸大蔵模本の紹介と展開』静岡県立美術館、2004年（平成16年）度。
- 泰井良著『和田英作（富士）について-その制作志姿勢と位置付け』静岡県立美術館紀要、2004年（平成16年）。
- 南美幸著『ロダンのデッサンの普及に関する-考察-オクターヴ・ミルボー著「拷問の庭」挿絵制作の意図』静岡県立美術館紀要、2004年（平成16年）度。
- 佐々木亨著『静岡県立美術館におけるリピーター維持と展覧会特性ー20歳未満観覧者を中心とした提言』日本ミュージアム・マネージメント学会研究紀要、2005年（平成17年）3月。
- 全日本博物館学会編『静岡県立美術館の事業評価について』博物館学雑誌、全日本博物館学会30周年、横須賀市自然・人文博物館50周年記念シンポジューム、博物館学の源流と先端、シンポジューム第二部、2005年（平成17年）3月。
- 『静岡県立美術館の「ロダン体操」って、知ってる』特集・こうあるべきだのミュージアム像から、少し離れて、ミュージアム・マガジン・ドーム、日本文教出版、2005年（平成17年）4月。
- 静岡県立美術館編『物語のある絵画・日本画と古典文学の出会い』静岡県立美術館、2005年（平成17年）6月。
- 『美術館を楽しむ、日本のmuseum.no37（静岡県立美術館/ベルナール・ビュフェ美術館/伊豆の長八美術館/浜松市美術館）』週刊朝日百科、朝日新聞社、2005年（平成17年）7月。
- 長尾栄一著『手と耳で楽しむ（4）静岡県立美術館』視覚障害：その研究と情報、障害者団体定期刊行物協会、2005年（平成17年）8月。
- 田能村竹田（画）、静岡県立美術館編『文人の夢・田能村竹田の世界』静岡県立美術館、2005年（平成17年）9月。
- 森充代著『事例報告2、静岡県立美術館におけるリクエスト展の試み』静岡大学生涯学習教育研究、静岡大学生涯学習教育研究センター研究紀要、公開シンポジウム大学と博物館を結ぶ（7）最近の新しい博物館活動、2005年（平成17年）。
- 『誘惑の光景・19世紀のロマン主義版画・ドラクロワ、ジョン・マーティンなど収蔵品目録』静岡県立美術館、2005年（平成17年）。
- 『自事体実務セミナーを開催ー時事通信社、民間の事業分析手法を行政へー大阪市、静岡県立美術館の例を紹介』地方行政、時事通信社、2006年（平成18年）5月。
- 岩手県立美術館、下関市立美術館、静岡県立美術館、兵庫県立美術館、読売新聞東京本社文化事業部編『ロダン-創造の秘密-白と黒の新しい世界、フランス国立ロダン美術館コレクション』読売新聞社、2006年（平成18年）。
- 島根県立石見美術館、和歌山県立近代美術館、静岡県立美術館編『森鴎外と美術展図録』森鴎外と美術展実行委員会、2006年（平成18年）。
- 静岡県立美術館編『風景の交響楽・静岡県立美術館コレクションガイドブック』静岡県立美術館、2006年（平成18年）6月。
- 犬塚将英、新田建史、白石靖幸他著『静岡県立美術館における温熱環境の測定』保存科学、国立文化財機構東京文化財研究所、2006年（平成18年）度。
- 伊藤大介著『テキストマイニング手法を用いて分析した美術館来館者の生活における美術館の存在意義ー静岡県立美術館来館者アンケート事例として』文化経済学、文化経済学会、2007年（平成19年）3月。
- 上山信一、秦井良著『自治体事業を経営分析する（2）ベンチマークスは人間ドックの検査項目、事例（その1）静岡県立美術館』地方行政、時事通信社、2007年（平成19年）3月。
- 犬塚将英、新田建史、石崎武志著『静岡県立美術館における温熱環境の測定（2）』保存科学、国立文化財機構東京文化財研究所、2007年（平成19年）度。
- 泰井良著『美術館における使命（ミッション）の構築と設置者のガバナンス評価の必要性についてー静岡県立美術館の事例・経験をもとに』日本ミュージアム・マネージメント学会研究紀要、2008年（平成19年）3月。
- 南美幸著『静岡県立美術館のタッチ・ツアー』静岡大学生涯学習教育研究センター研究紀要、公開シンポジューム、大学と博物館を結ぶ進化する博物館・美術館を知ろう、2008年（平成20年）。
- 村上敬著『静岡県立美術館事業評価システムの現状と今後について』日本博物館協会編、2009年（平成21年）4月。
- 飯田真著『武蔵野図屏風ー静岡県立美術館所蔵作品の紹介を中心に』静岡県立美術館紀要、2009年（平成21年）度。
- 新田建史著『静岡県立美術館の保存業務』日本博物館協会編、2011年（平成23年）7月。
- 山内宏泰著『美食美術館・静岡県立美術館』文芸春秋、2011年（平成23年）11月。
- 新田建史著『静岡県立美術館の地震防災体制について』静岡県立美術館紀要、2011年（平成21年）度。
- 泰井良著『静岡県立美術館の評価・10年を振り返って』全国美術館会議ニュース研究会編、2013年（平成25年）8月。

## 近隣施設
- 県立美術館前駅
- 静岡県立中央図書館（静岡県立美術館に隣接している）
- 静岡県立大学
- 財団法人静岡県埋蔵文化財調査研究所
- 草薙神社
- やぶきた（やぶきた種母樹・静岡県指定天然記念物）